# المنارة (قصة)

المنارة

المنارة (بالإسبانية:El faro) تمثل جزءاً من المجموعة القصصية التآمر عام 1952 لخوان خوسيه أريولا، وهي تعد العمل الثاني بعد اختراع فاريا عام 1949، وهي تناقش موضوع الملل الزوجي بين خينارو - الزوج المخدوع - وزوجته الخائنة وبالمثل بين الزوجين الجديدين أميليا وزوجها الراوي العاشق الذي تربطه علاقة بزوجة خينارو .